# Метью Фошіні
Метью Фошіні (англ. Matthew Foschini; 19 жовтня 1990, Мельбурн, Австралія) — австралійський професійний футболіст, захисник «Мельбурн Вікторі».